# 2016 LK89
2016 LK89 est un objet transneptunien, d'environ 251 km de diamètre, avec un arc d'observation d'une seule journée, il est mal connu.